# Range Rover

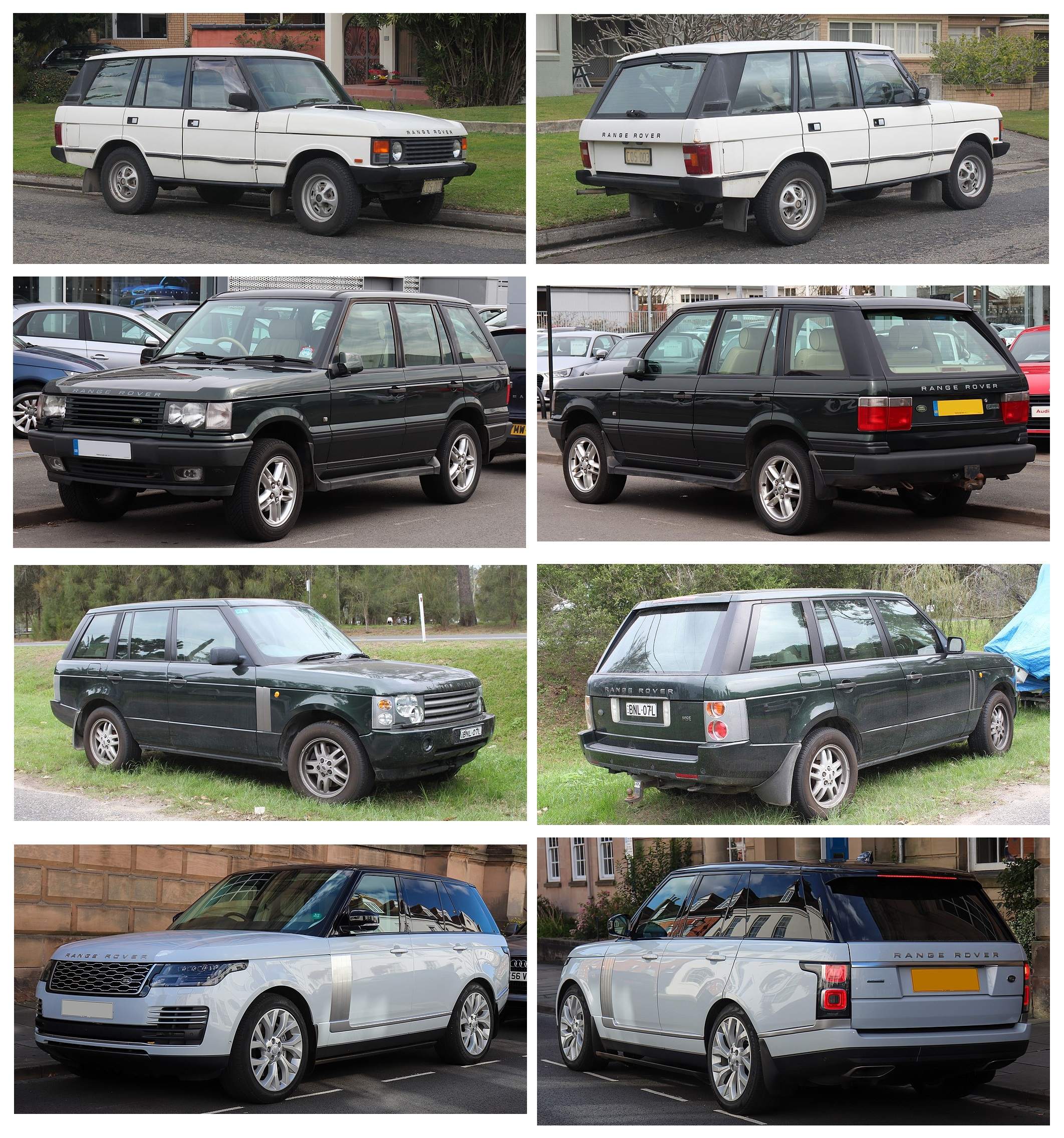
La série Range Rover, de haut en bas, les modèles 1987, 2000, 2003 et 2019.

Le Range Rover est une gamme d'automobiles tout-terrain/SUV luxueux produits par le constructeur automobile britannique Land Rover depuis 1970. Présenté à la presse en juin 1970, c'est alors un 4 × 4 d'un nouveau genre, aussi luxueux que baroudeur. Le Range Rover est produit en cinq générations : le Range Rover dit Classic (1970-1996), le Range Rover P38A (1994-2002), le Range Rover L322 (2002-2012), le Range Rover L405 (de 2013 à 2021), et le Range Rover L460 à partir de 2021.
Créée par British Leyland, la marque Land Rover a changé trois fois de propriétaire depuis les années 1990 : passée aux mains BMW de 1994 à 2000, puis 
du groupe Ford de 2000 à 2008, Land Rover appartient désormais au constructeur indien Tata Motors depuis 2008.

## Historique

### De Road Rover à Range Rover
Un premier projet appelé Road Rover avait déjà été imaginé durant les années 1950, mais c'est au milieu des années 1960 que British Leyland, rencontrant des problèmes économiques, et une concurrence de plus en plus accrue venant d'Amérique du Nord et du Japon, sent la nécessité de relancer le projet. Il est donc, à l'aube des années 1970, primordial de concevoir un véhicule entièrement nouveau et surtout beaucoup plus moderne que ceux déjà existants.
Partant d'une feuille vierge en dépit des difficultés économiques, le premier prototype est dévoilé sous le nom de code 100.1 en juillet 1967 et les modèles de pré-production de 1969 furent nommés Velar.

### Résumé du Range Rover
Il se décline en cinq générations. Le Range Rover n'a aucun précurseur hormis les prototypes et concepts-cars.
| Générations                       | Production    | Dérivés de chez Land Rover                                 | Modèles similaires                                                         |
| --------------------------------- | ------------- | ---------------------------------------------------------- | -------------------------------------------------------------------------- |
| Range Rover Classic (1970 - 1996) |               | Land Rover Defender                                        | Mercedes-Benz Geländewagen et Classe G                                     |
| Range Rover P38A (1994 - 2002)    |               |                                                            | Mercedes-Benz Classe G                                                     |
| Range Rover L322 (2002 - 2012)    |               | Range Rover Sport                                          | Mercedes-Benz Classe GL                                                    |
| Range Rover L405 (2012 - 2021)    |               | Range Rover Sport ; Range Rover Evoque ; Range Rover Velar | Bentley Bentayga ; Mercedes-Benz Classe GL puis GLS ; Rolls-Royce Cullinan |
| Range Rover L460 (2021 - ...)     | En production |                                                            | Bentley Bentayga ; Mercedes-Benz Classe GLS ; Rolls-Royce Cullinan         |

## 1regénération - Range Rover Classic(1970 - 1996)
Le Range Rover Classic  est produit de 1970 à 1996. Il est restylé en 1980 et une nouvelle version est introduite en 1992, dotée d'un châssis long. Il est remplacé en 1994 par le Range Rover P38A.
Doté de performances incomparables sur route autant qu'en hors piste, il réussit à s'imposer en créant une nouvelle catégorie de véhicules, les tout-terrains de luxe. Au titre des étrangetés, s'il était considéré à l'époque comme le véhicule tout-terrain le plus luxueux jamais construit.[réf. nécessaire] Il est équipé de quatre roues motrices permanentes et d'un moteur essence V8 de 3,5 litres de la marque Rover. Au fil des années de sa production, il sera muni de moteurs améliorés jusqu'à recevoir un V8 de 4,3 litres développant 200 ch ainsi qu'une suspension pneumatique gérée électroniquement en remplacement des ressorts hélicoïdaux. 

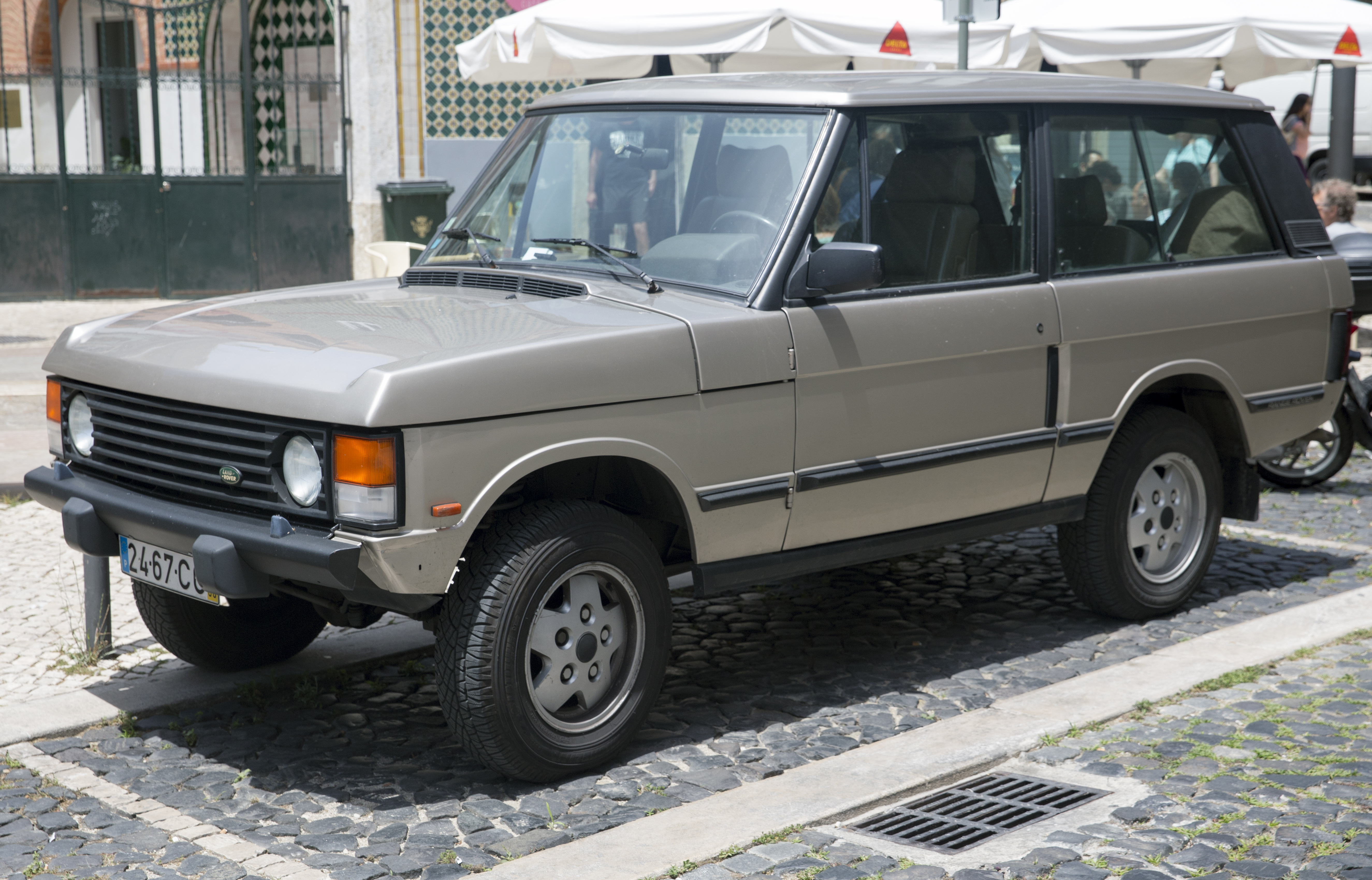
Vue avant d'un modèle à 3 portes de 1993.
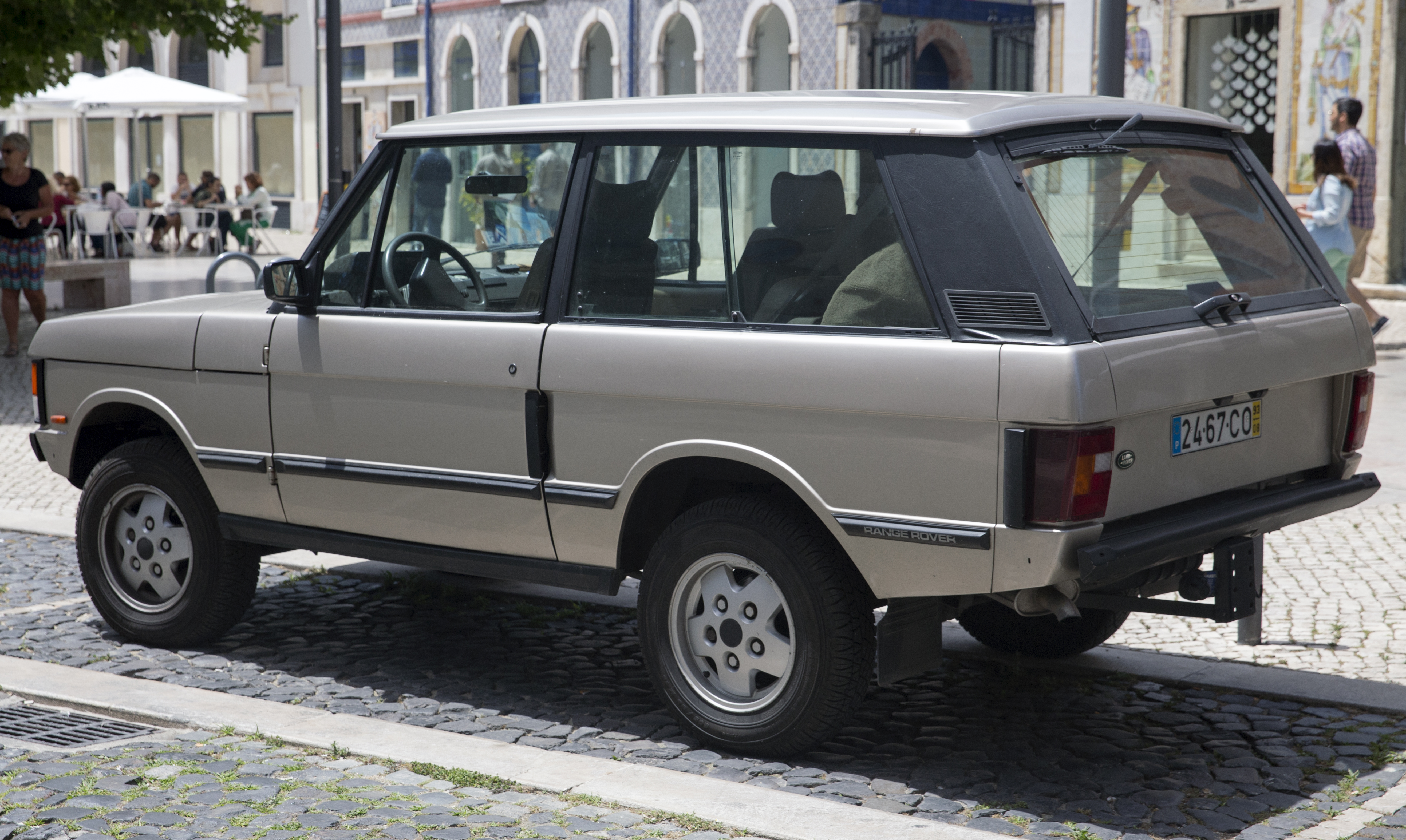
Modèle 3 portes de 1993 vue arrière.

### Les différentes carrosseries
- Deux portes : carrosserie standard de la gamme.
- Quatre portes : déclinaison en version longue introduite en 1992.

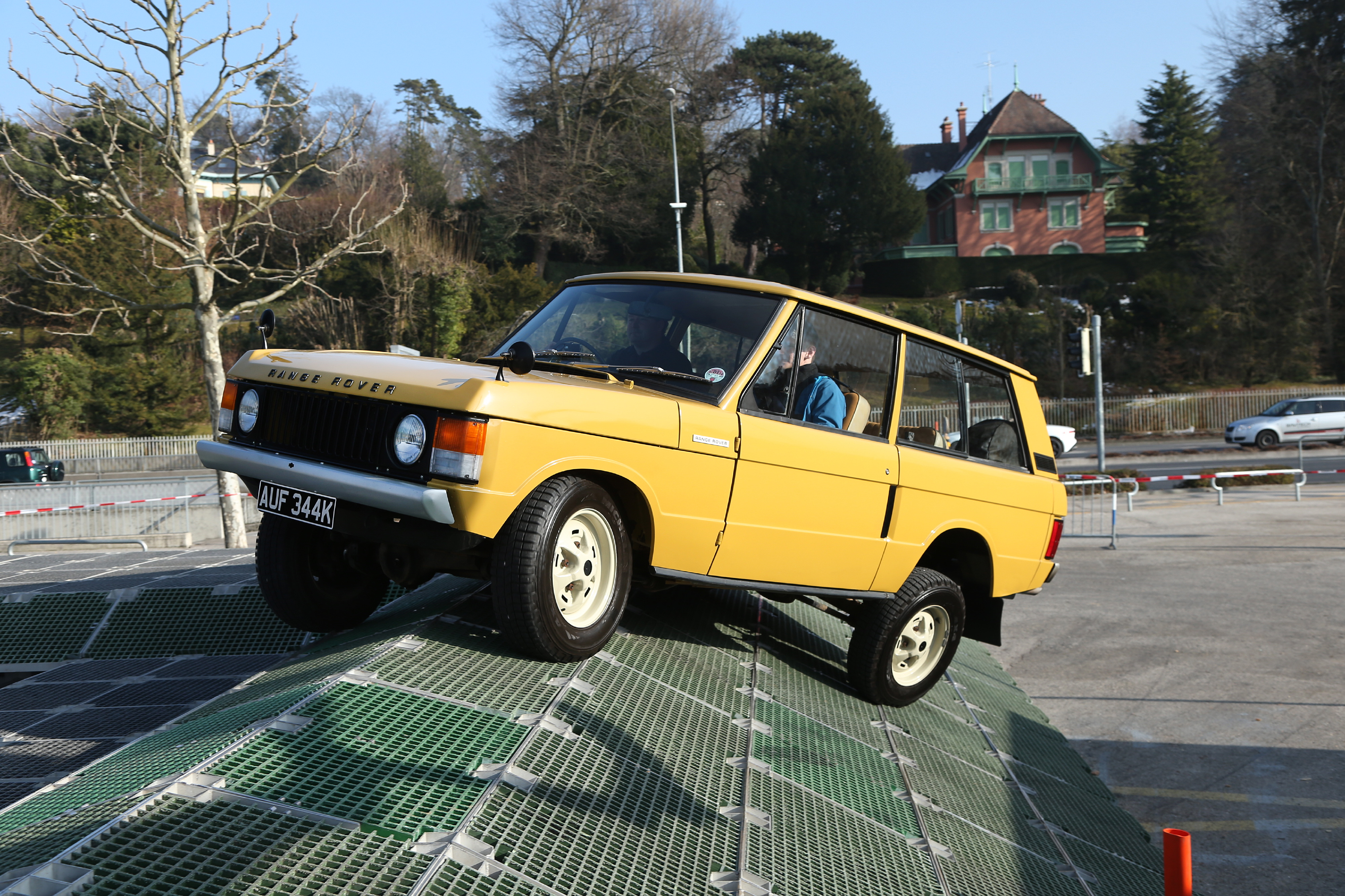
Première version du Range Rover Classic.

## 2egénération - Range Rover P38A(1994 - 2002)
Le Range Rover P38A est produit de 1994 à 2002. Il succède au Range Rover Classic et il est remplacé en 2002 par le Range Rover L322.
Prévu depuis de longues années, le projet « Pegasus » ne prit forme qu'à la fin de l'année 1989. Il fallait moderniser le vieillissant Range Rover Classic depuis la sortie du Discovery. Mais les indiscrétions et la curiosité des journalistes amenèrent Land Rover à changer le nom du projet, pour quelque chose de moins évocateur. Ils décidèrent d'adopter le numéro inscrit sur le bâtiment de Solihull, P38, servant à la création (dessins, maquettes, et essais).[réf. nécessaire]
Le nouveau Range Rover P38 est présenté pour la première fois le 29 septembre 1994.
Son design était entièrement nouveau pour faire face à la concurrence, mais il reprit le châssis des Range Classic longs de 108 pouces d'empattement. Sa gamme de motorisations est plus étendue : essence 4,0 litres et 4,6 litres V8 d'origine Land Rover, et diesel 2,5 litres 6 cylindres fabriqué par BMW.

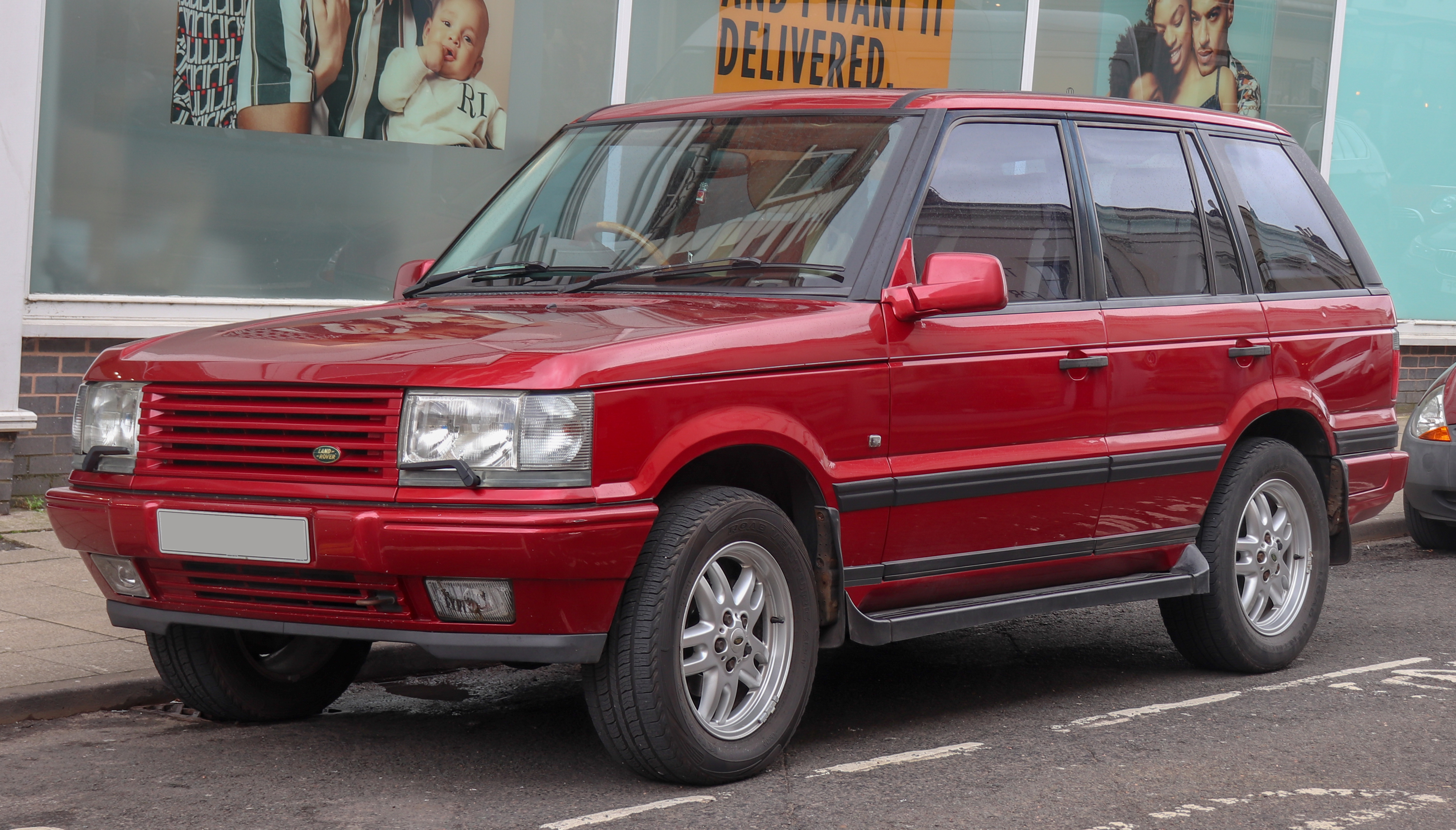
Modèle Autobiography de 1998, vue avant.
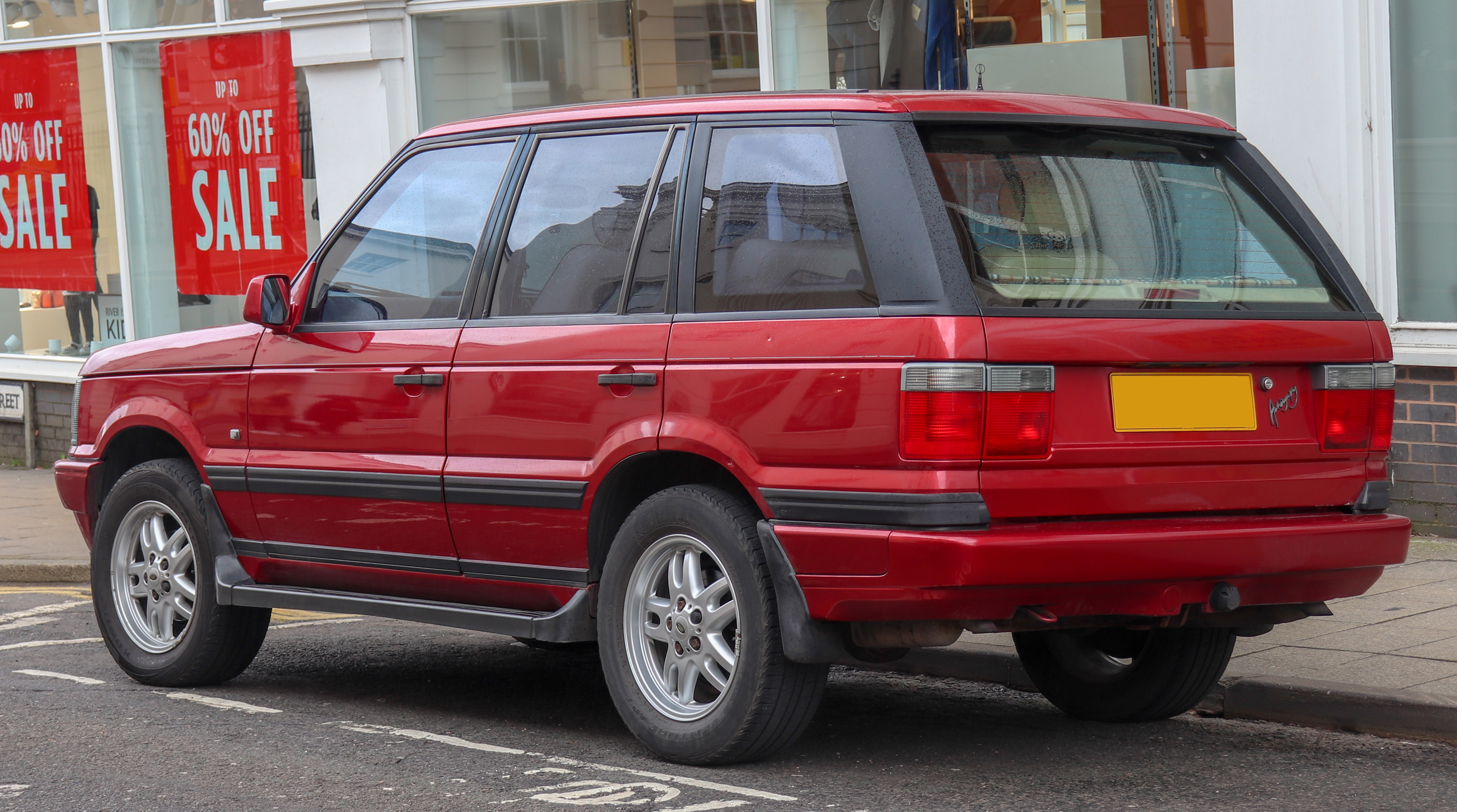
Le même Autobiography de 1998, vue arrière.

## 3egénération - Range Rover L322(2002 - 2012)
Le Range Rover L322 a été produit de 2002 à 2012. Il succède au P38A et a été remplacé par le L405. Un dérivé sportif à également été conçu : le Range Rover Sport. Plus petit, il est basé sur le châssis du Land Rover Discovery 3e génération et a été fabriqué de 2005 à 2013.
Cette troisième génération de Range Rover est développée sous la direction du groupe Ford, à qui appartenait également Land Rover lors de sa conception, contrairement au modèle précédent qui avait été conçu sous la direction du groupe BMW.

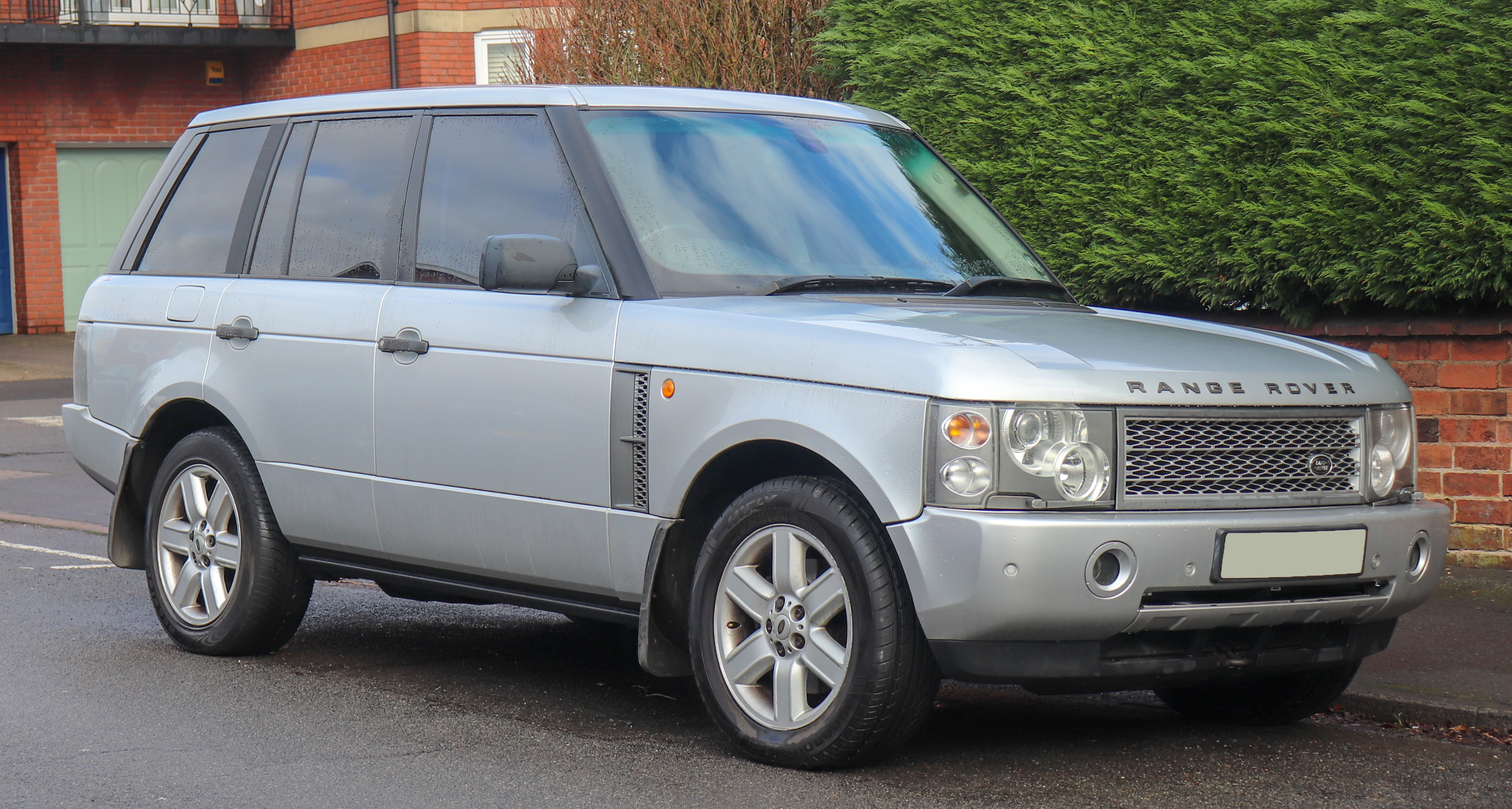
Vue avant du modèle Vogue.
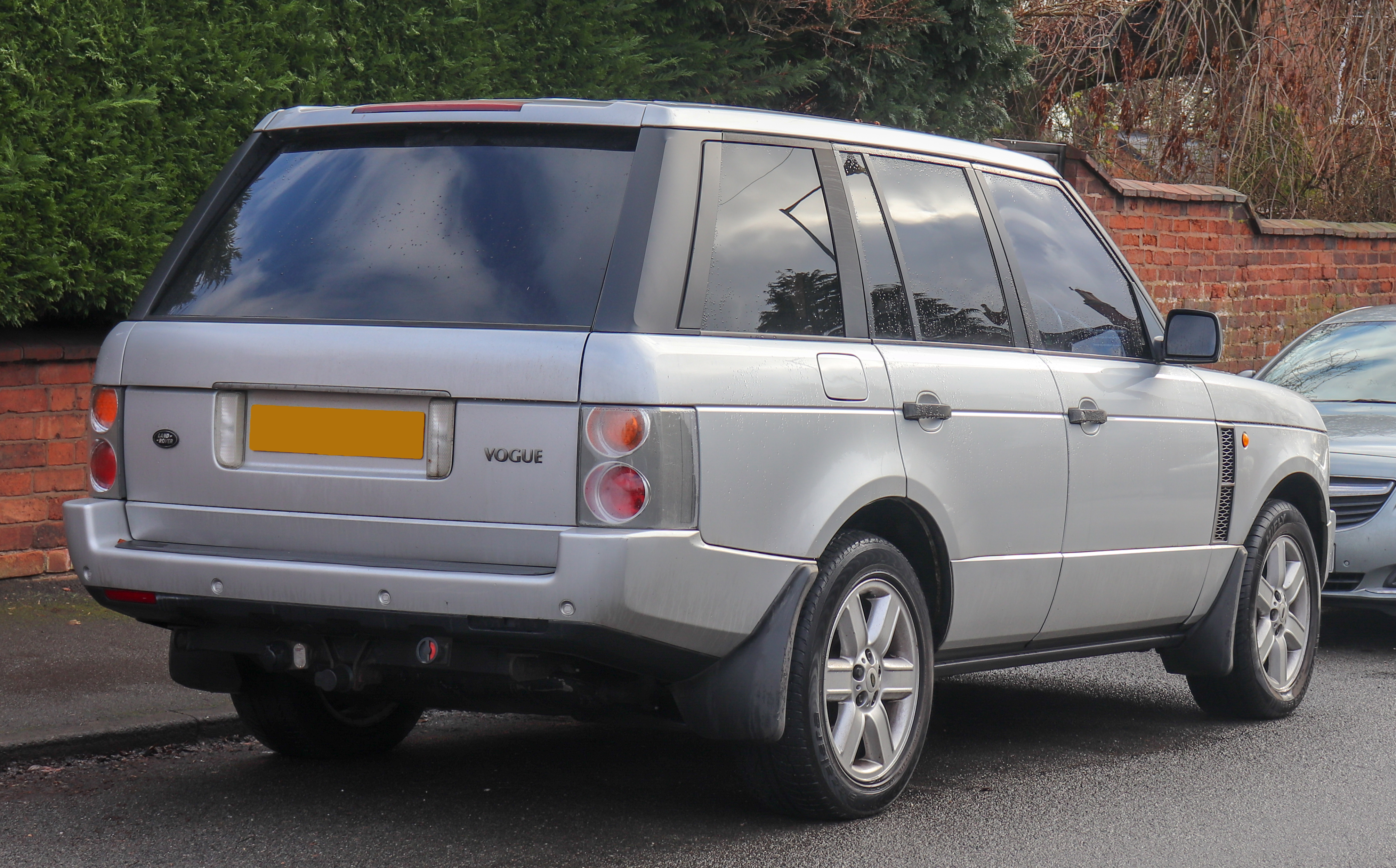
Le même, vue arrière.
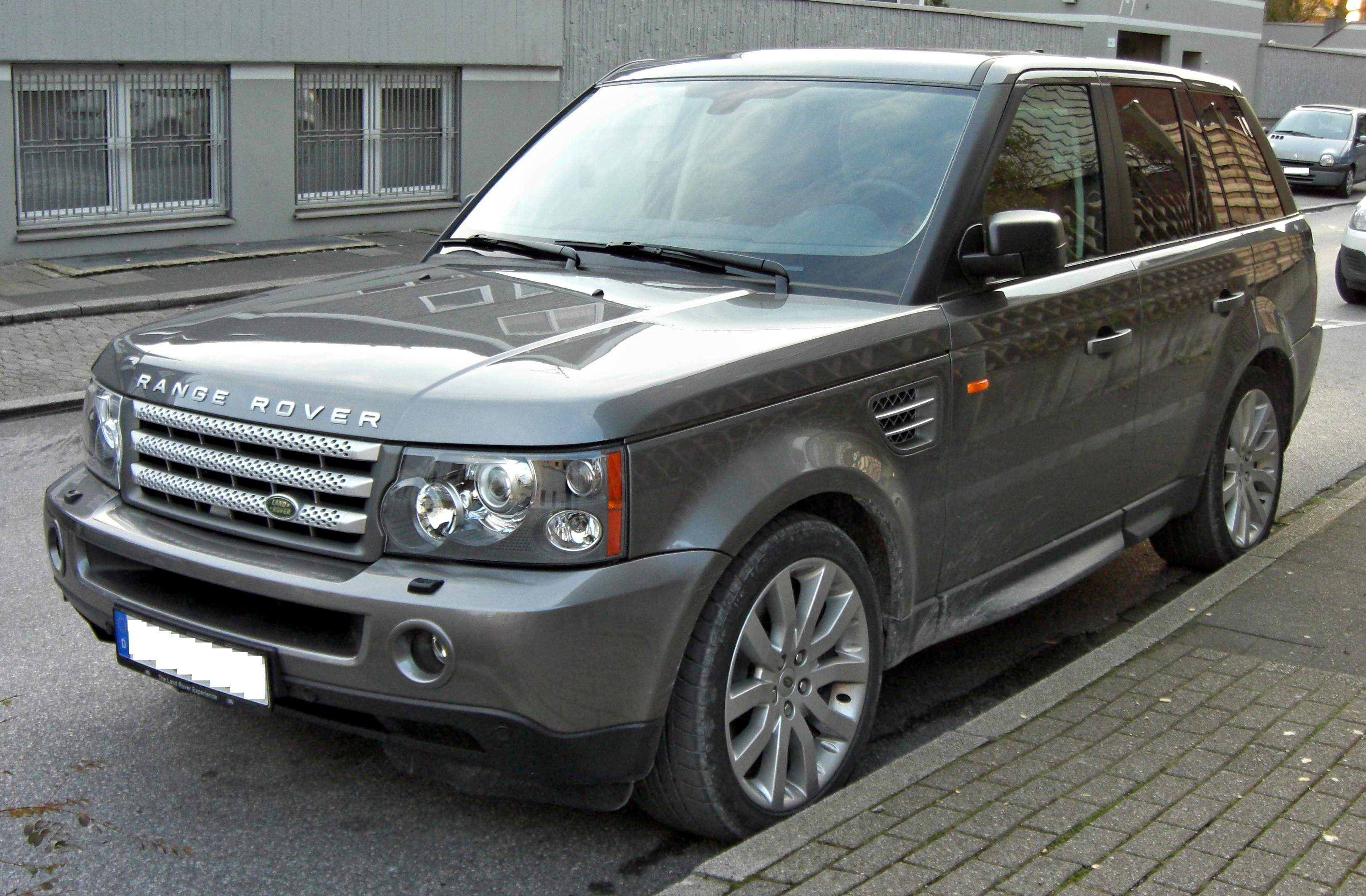
Range Rover modèle Sport.

## 4egénération - Range Rover L405(2012 - 2021)
Le Range Rover L405 est produit de 2012 à 2021. En 2017, il reçoit un restylage léger et une version hybride rechargeable dotée d'un moteur essence, en plus des versions essence et diesel. Il succède au L322 et sera remplacé en 2022 par une nouvelle génération de Range Rover.

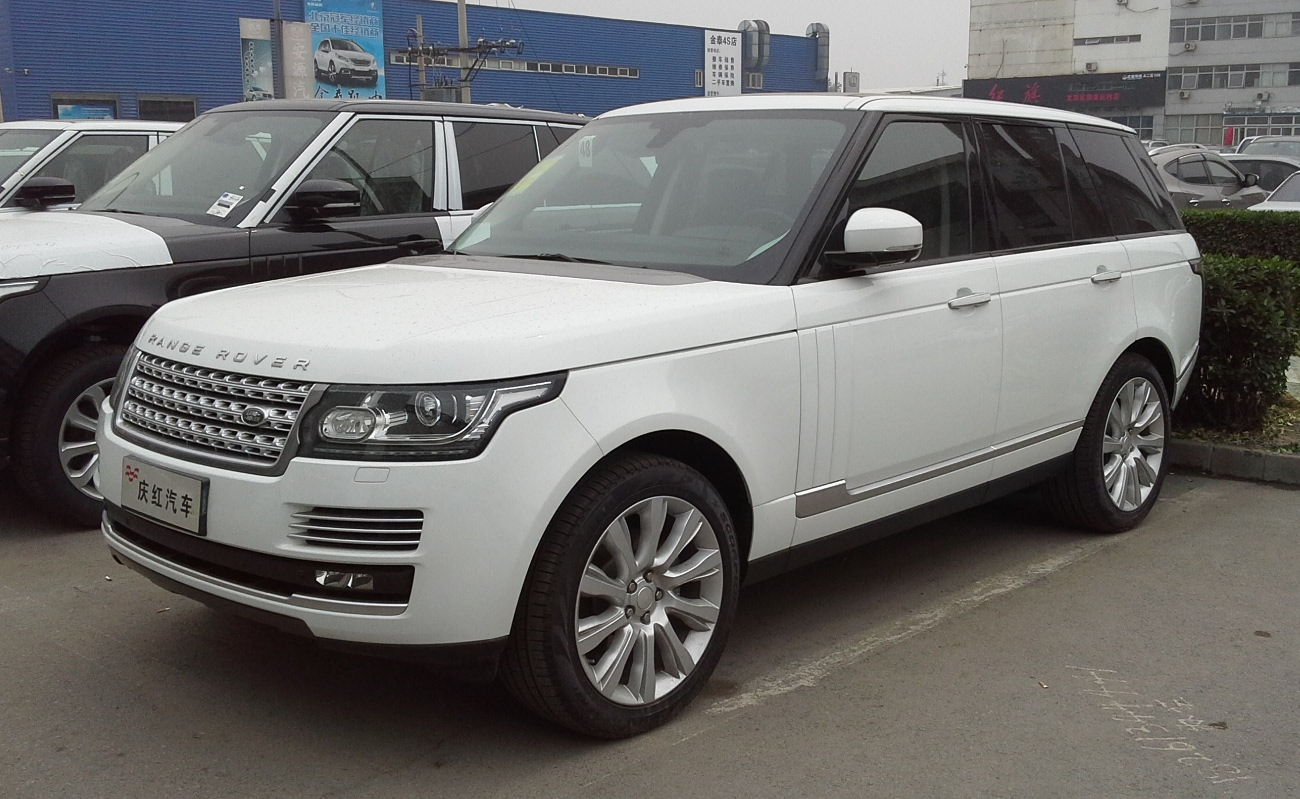
Vue avant d'un modèle L405.
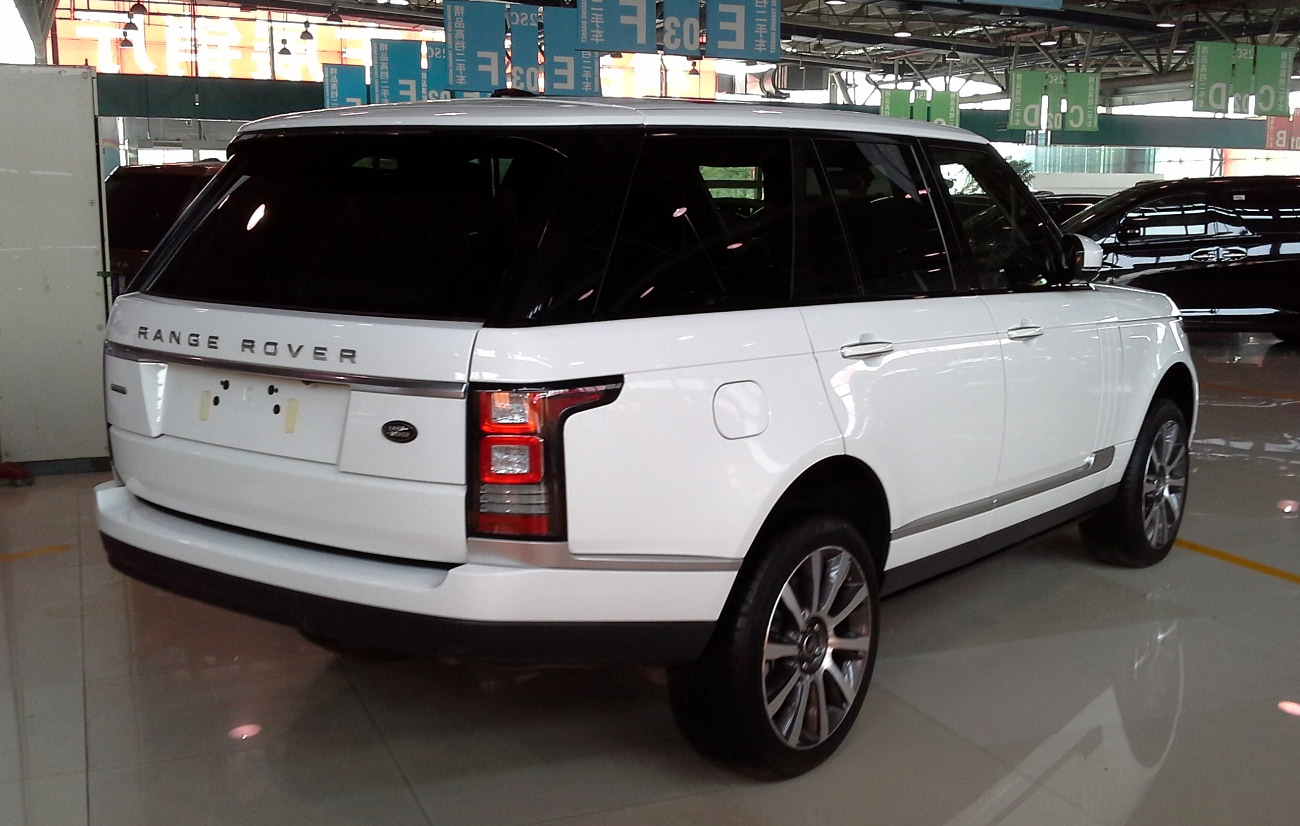
Le même en vue arrière.

### Les différentes carrosseries
- Range Rover L405 : carrosserie standard de la gamme.
- Range Rover L405 SV Coupé : déclinaison en version 2 portes introduite en 2018 et stoppée en janvier 2019.
- Range Rover L405 long wheelbase : déclinaison en version longue introduite en ?.

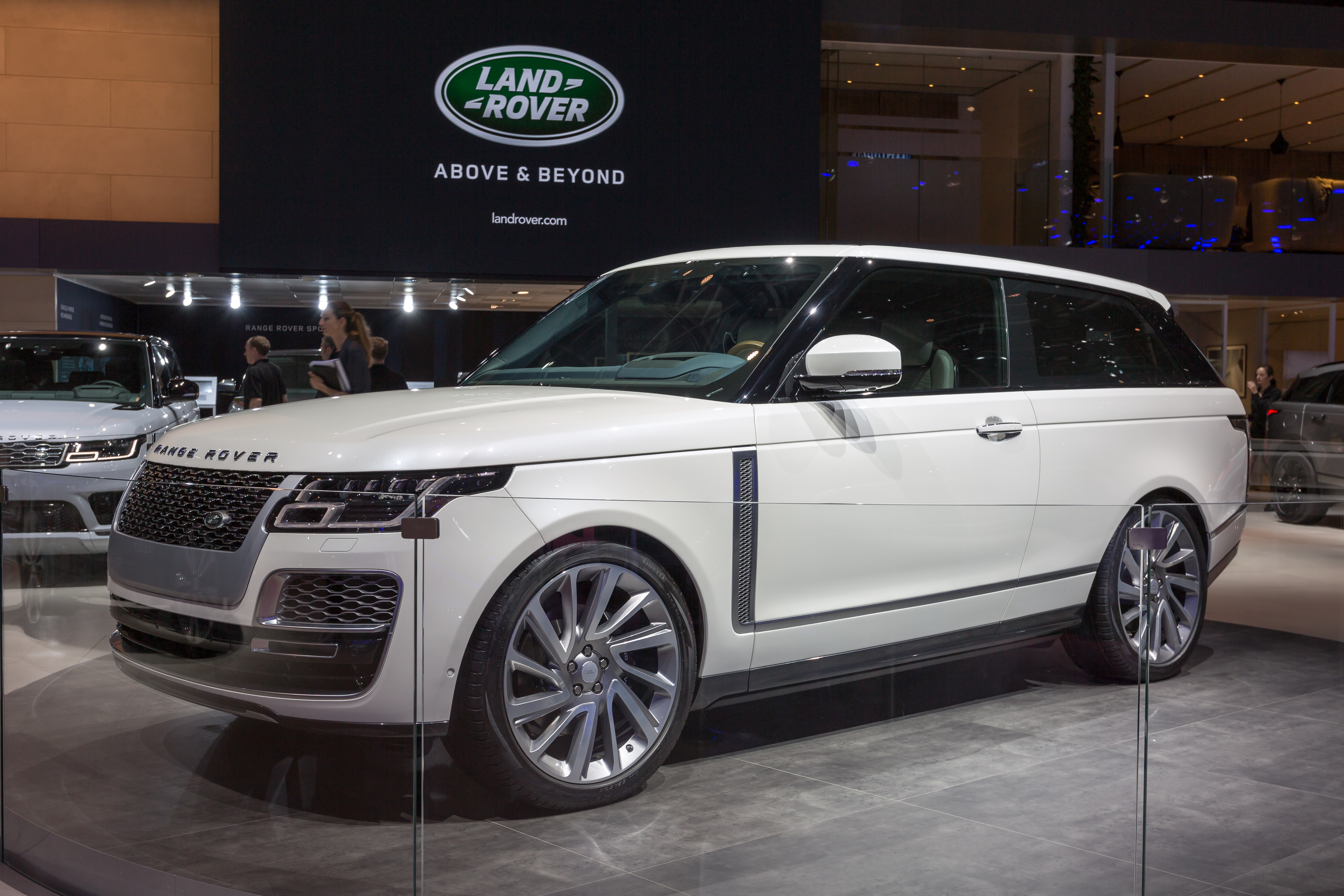
L405 SV Coupé.
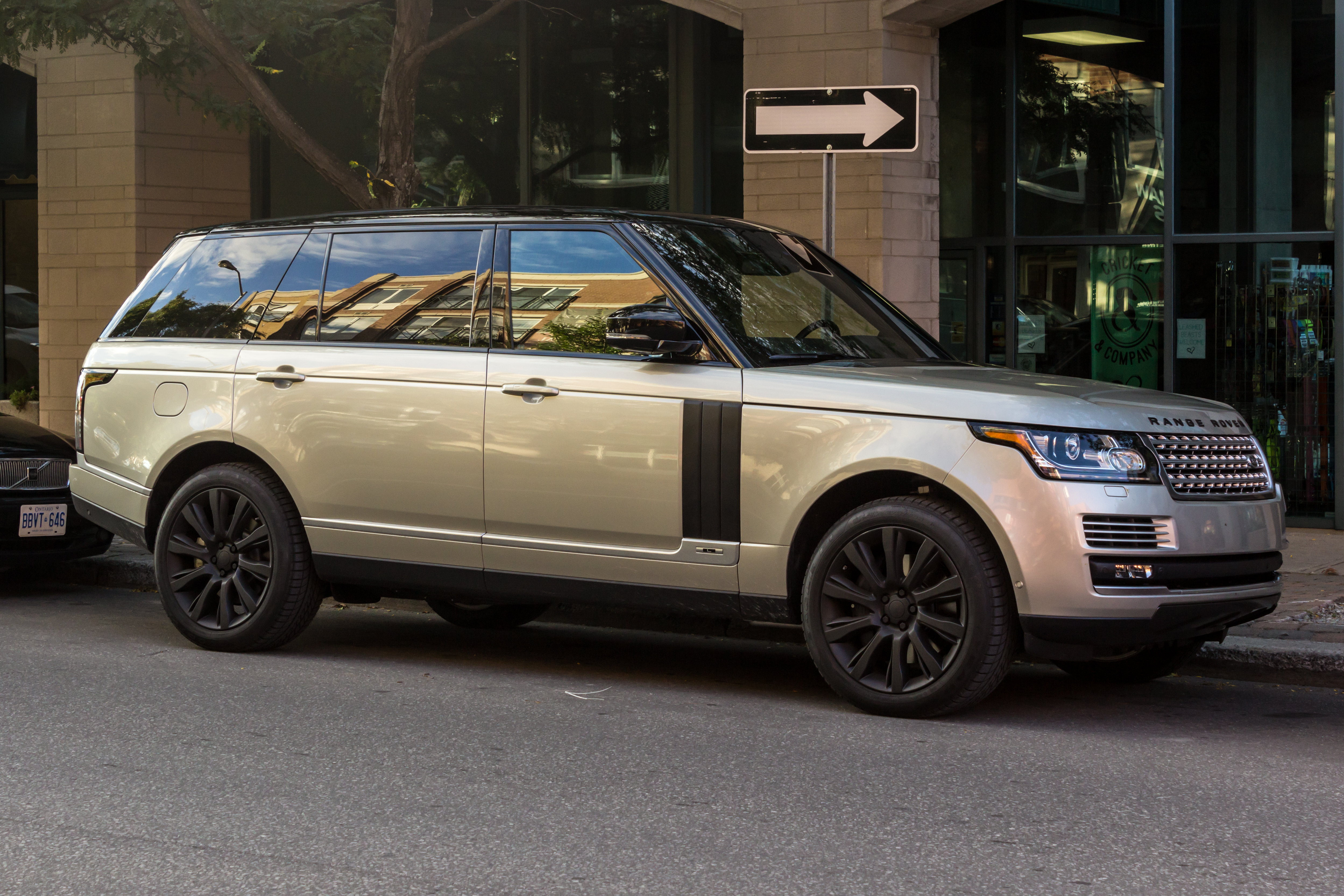
L405 long wheelbase.
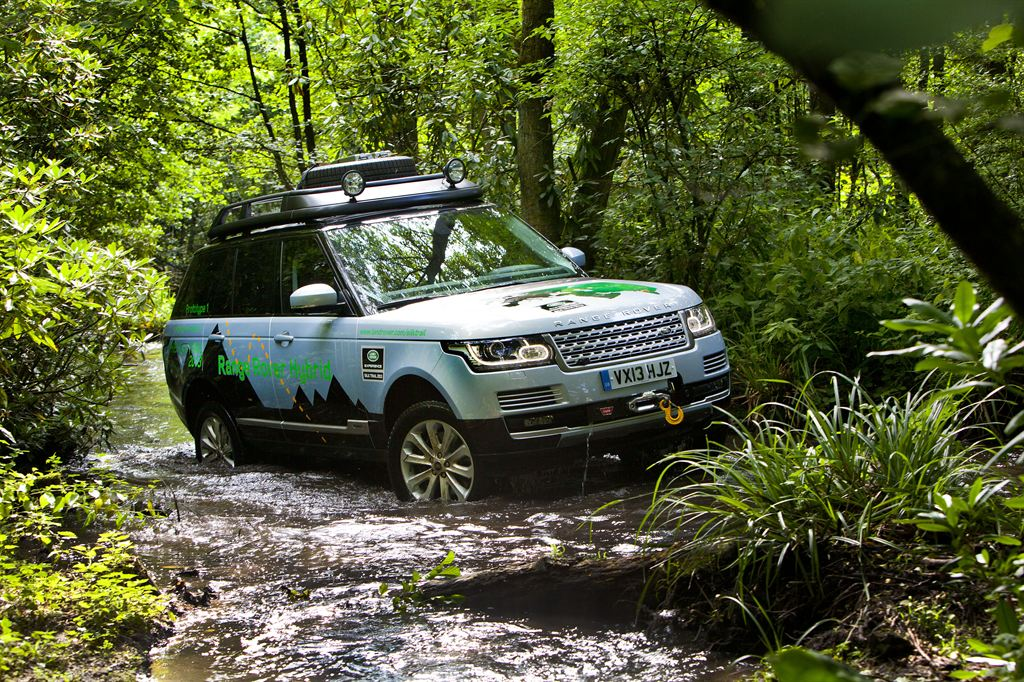
Range Rover L405 Hybrid dans son élément.

## 5egénération - Range Rover L460(2021 - ...)
Le Range Rover L460, cinquième génération de Range Rover, est présenté le 26 octobre 2021 au Royal Opera House de Londres.

### Motorisations
Essence
- 6-cylindres en ligne 3.0 de 360 ou 400 ch.
- V8 4.4 d'origine BMW de 530 ch.

Diesel
- 6-cylindres en ligne 3.0 de 250, 300 ou 350 ch.

Hybride rechargeable
- 6-cylindres en ligne 3.0 de 440/510 ch.

## Autres modèles

### Land Rover Range Rover Sport
En 2005, un nouveau modèle de Range Rover, appelé Range Rover Sport, fait son apparition. Ce modèle est commercialisé parallèlement à la troisième génération. Plus petit, il est basé sur un châssis de Discovery 3e génération. Le second opus sorti en 2013 repose cette fois sur la plate-forme du Range Rover Series IV.

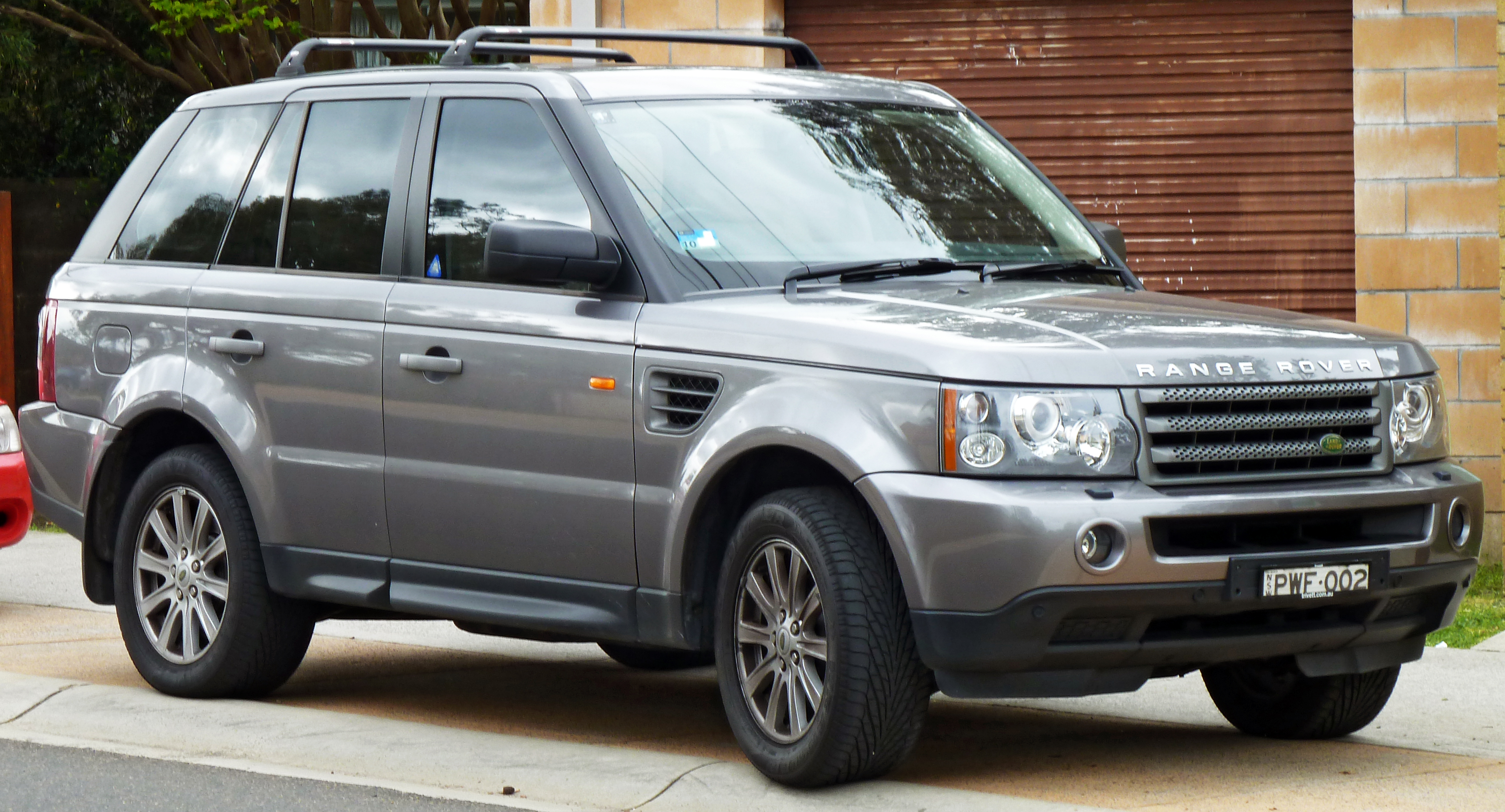
Range Rover Sport (L320).
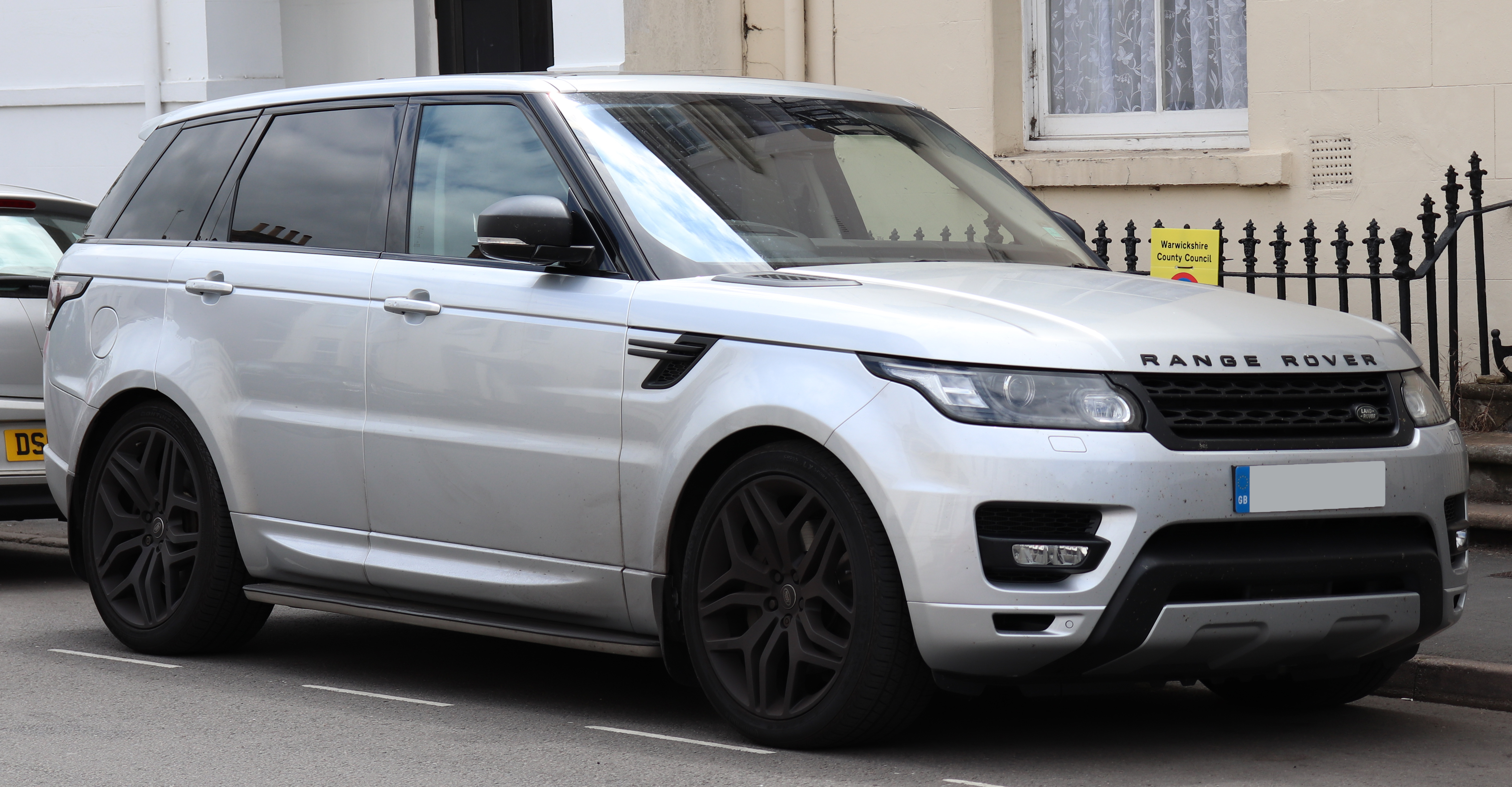
Range Rover Sport (L494).

### Land Rover Range Rover Evoque
Pour l'année 2010, Range Rover développe sa gamme avec le modèle Evoque. La spécificité de ce Range Rover est que l'acheteur peut personnaliser son véhicule en termes de couleurs mais aussi en termes d'options du véhicule. On retrouve des innovations telles que la transmission automatique à 9 rapports qui améliore la conduite et réduit la consommation mais aussi un système permettant d'économiser du carburant : le système active driveline qui enclenche les 4 roues du véhicule selon la programmation. De plus, l'aide au stationnement intelligent a été intégrée au véhicule. En 2015, le SUV a subi un relooking.

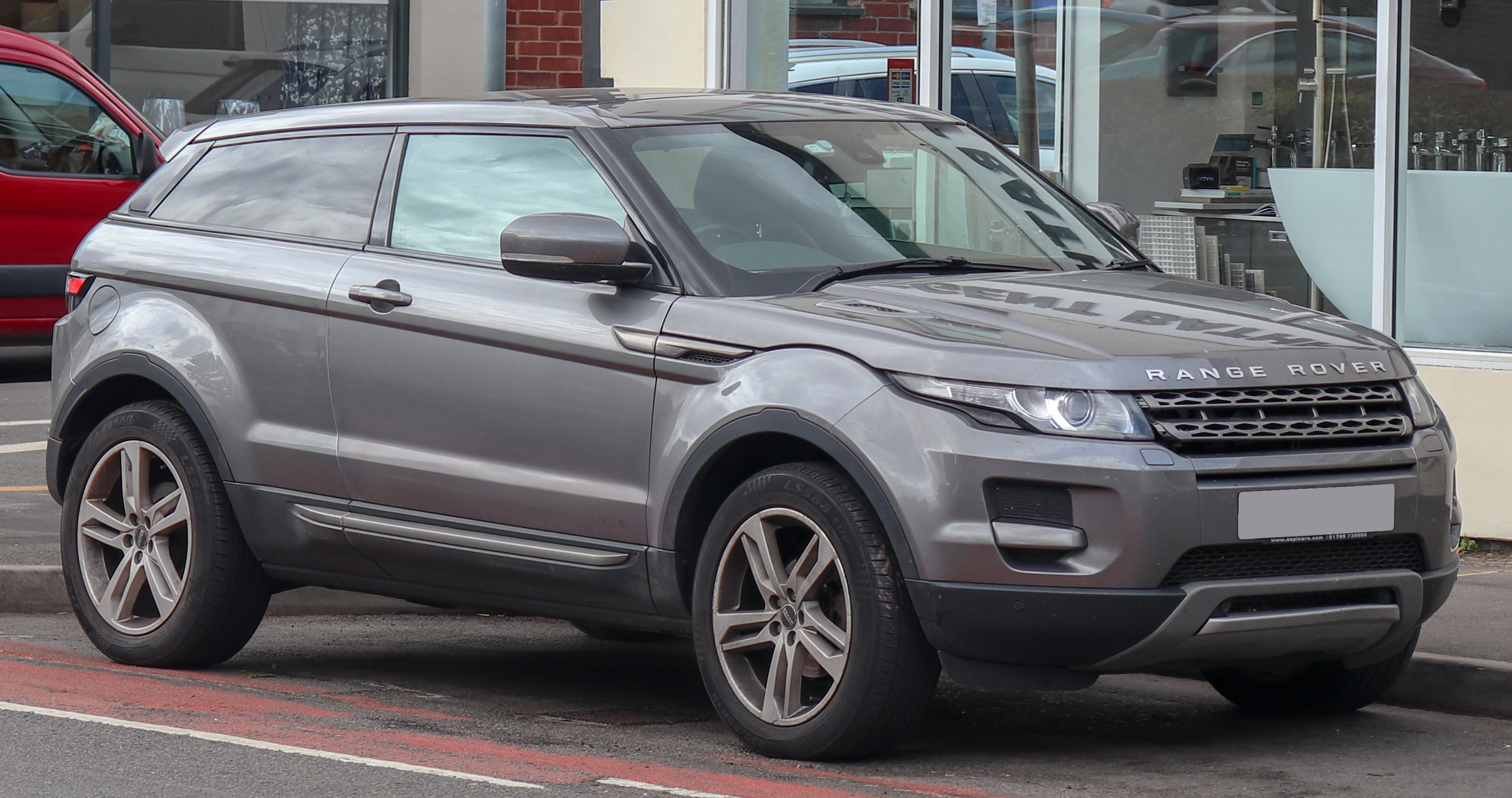
Range Rover Evoque (L538).
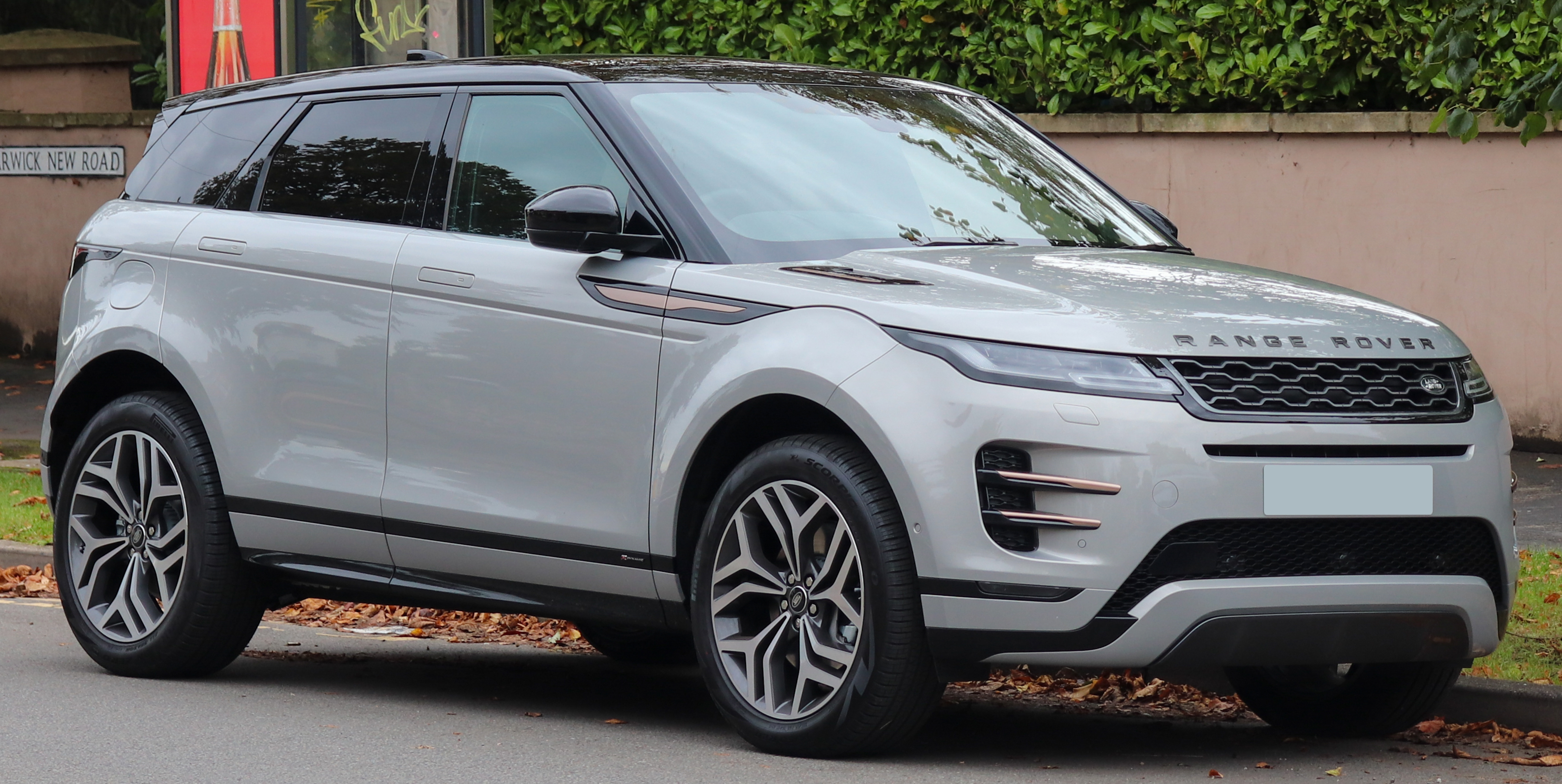
Range Rover Evoque (L551).

### Land Rover Range Rover Velar
Quatrième membre de la famille Range Rover au sein de la marque Land Rover, le Range Rover Velar mesure 4,80 m de long et s'intercale entre les Range Rover Evoque et Sport. Il a été présenté au Salon de Genève 2017. Son nom évoque les premiers prototypes du Range Rover, nommés Velar également. 

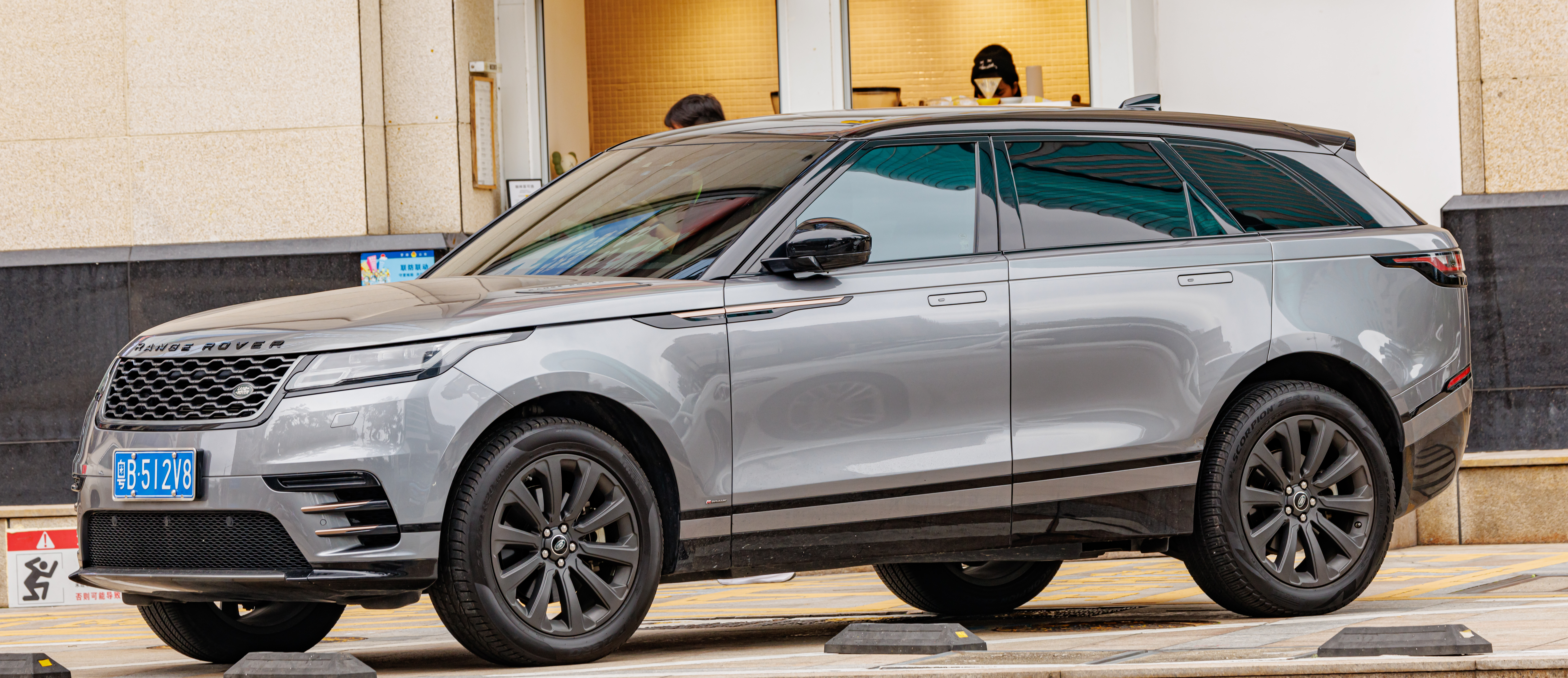
Modèle Velar de 2018, vue avant.
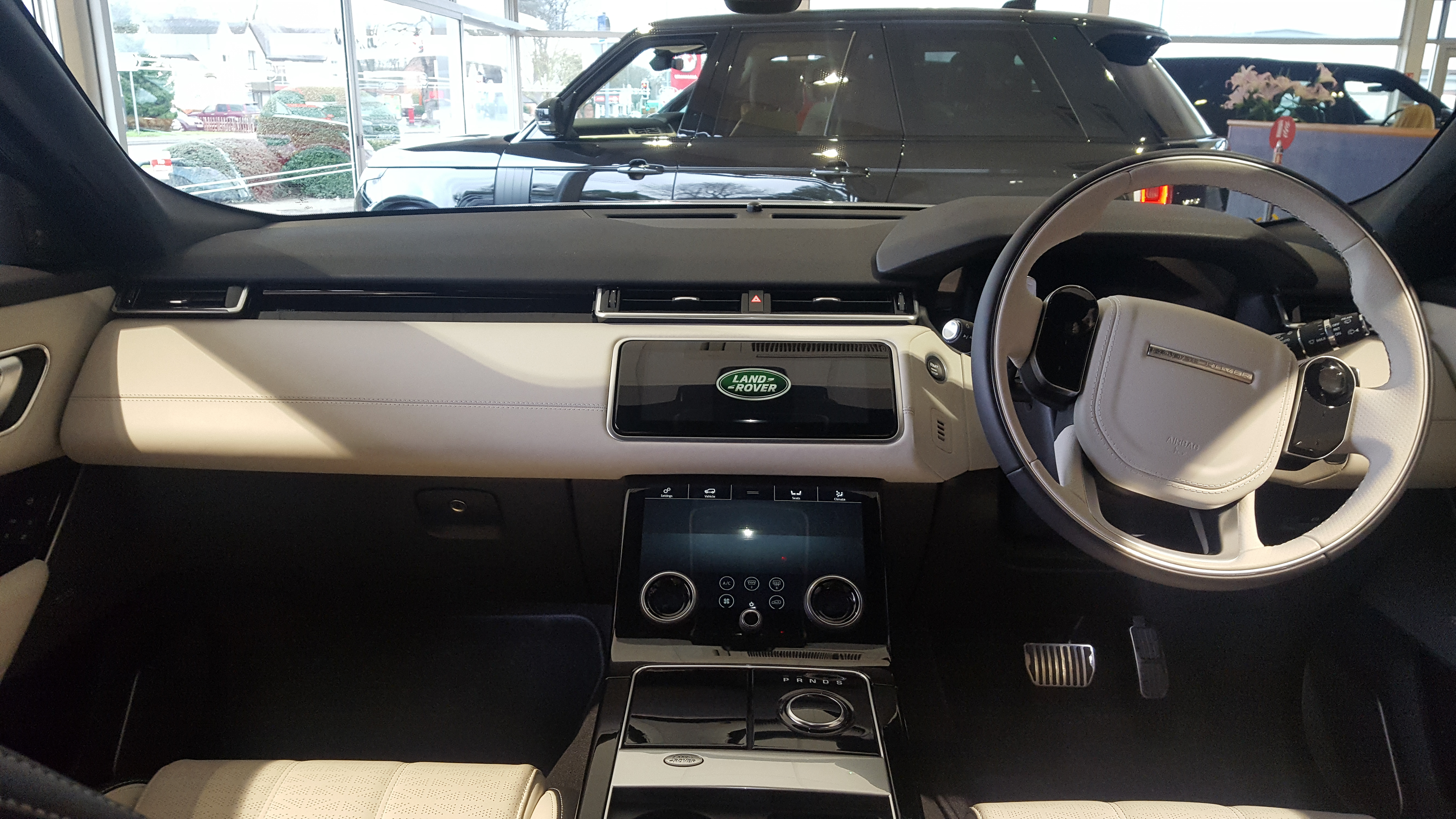
Planche de bord d'un modèle Velar.
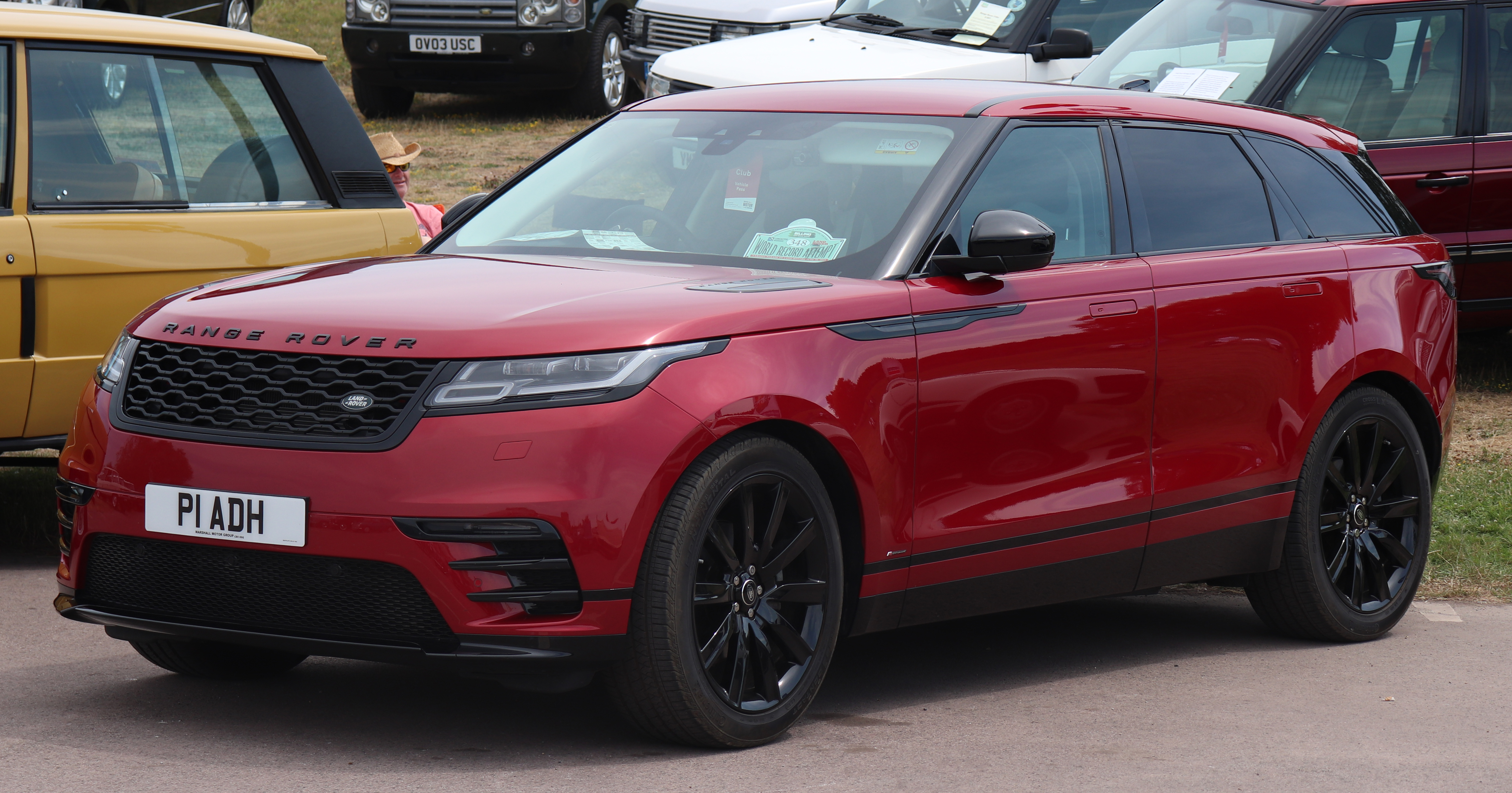
Modèle Velar Dynamic de 2018.
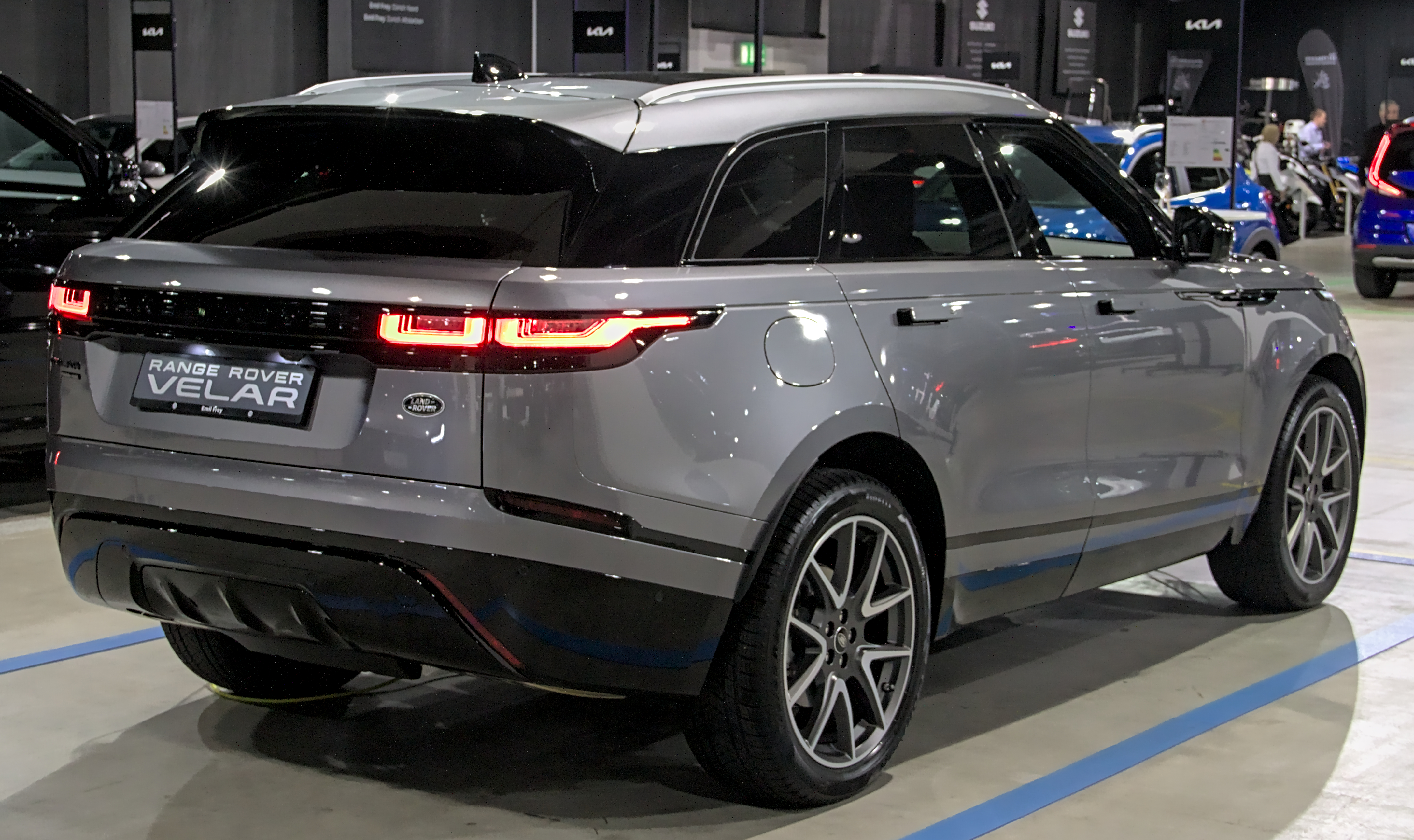
Vue arrière d'un modèle Velar présenté au Salon de Zurich 2021.

## Sport automobile
Un Range Rover a été utilisé pour remporter le rallye inaugural de 1979 et le rallye Paris-Dakar de 1981, parcourant dans chaque cas une distance de course d'environ 10 000 km. 